# James Omagbemi
James Omagbemi (James Stephen Omajuwa „Jimmy“ Omagbemi; * 26. November 1930 in Warri; † 12. November 2012 in Hooks, Texas, Vereinigte Staaten) war ein nigerianischer Sprinter.
1958 wurde er bei den British Empire and Commonwealth Games in Cardiff Fünfter über 100 Yards und gewann mit der nigerianischen 4-mal-110-Yards-Stafette Silber. 
Bei den Olympischen Spielen schied er 1960 in Rom über 200 m im Vorlauf aus und erreichte in der 4-mal-100-Meter-Staffel das Halbfinale. Auch 1964 in Tokio schied er mit der nigerianischen 4-mal-100-Meter-Stafette im Halbfinale aus.
1958 wurde er Englischer Meister über 100 Yards.
Sein Sohn Victor Omagbemi und seine Schwiegertochter Mary Onyali-Omagbemi waren ebenfalls als Sprinter erfolgreich.

## Persönliche Bestzeiten
- 100 Yards: 9,4 s, 30. Mai 1959, Leverkusen
- 100 m: 10,4 s, 1958
- 220 Yards: 21,3 s, 1960